# Internationale Anti-Korruptionsakademie

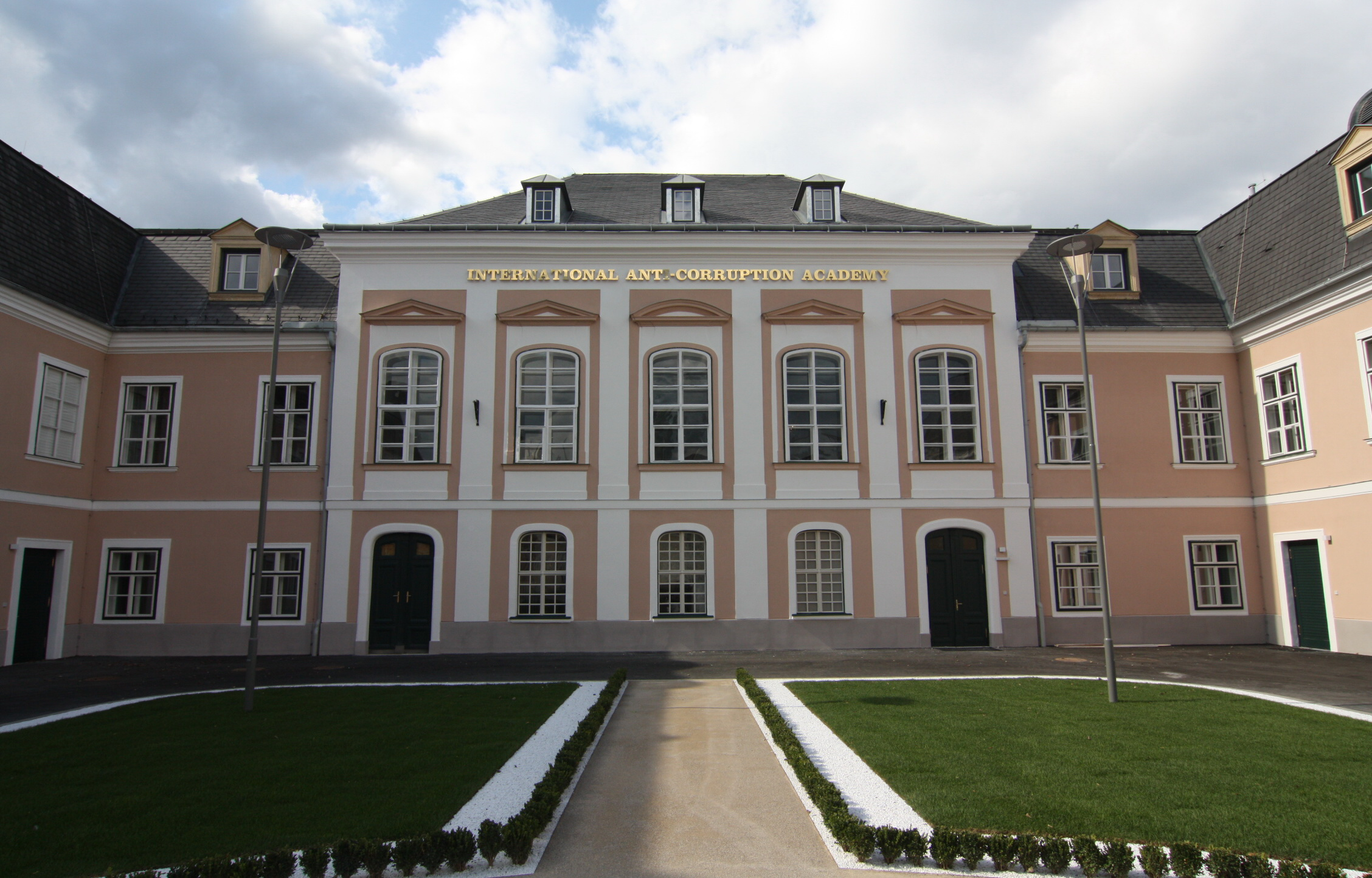
Das Gebäude der internationalen Anti-Korruptionsakademie in Laxenburg

Die Internationale Anti-Korruptionsakademie (IACA) ist eine internationale (zwischenstaatliche) Organisation mit Sitz in der niederösterreichischen Gemeinde Laxenburg, rund 20 km südlich von Wien. Sie ist sowohl eine internationale Organisation im völkerrechtliche Sinne als auch eine postsekundäre Bildungseinrichtung. Die Akademie positioniert sich im globalen Kampf gegen Korruption, zu welchem sie als Kompetenzzentrum in Form von Aus- und Weiterbildungsprogrammen beiträgt. Kernmission von IACA ist es, Vertretern des öffentlichen wie privaten Sektors praxisnahes Know-how im Bereich der Korruptionsbekämpfung zu vermitteln. Das Spektrum der von der Akademie angebotenen Aus- und Weiterbildungsprogramme umfasst vier postsekundäre Masterstudiengänge, von denen drei in Englisch und einer in Spanisch abgehalten werden.

## Geschichte
Die Akademie entstand am 8. März 2011 mit Inkrafttreten des Übereinkommens zur Errichtung der IACA als internationale Organisation. Sie basiert auf einer Kooperation des Büros der Vereinten Nationen für Drogen- und Verbrechensbekämpfung (UNODC), der Republik Österreich sowie dem Europäischen Amt für Betrugsbekämpfung (OLAF). Bereits im Rahmen der im Jahr 2006 abgehaltenen 75. Generalversammlung der Interpol in Rio de Janeiro wurde entschieden, eine Antikorruptionsakademie (AKA) als Ausbildungseinrichtung für Korruptionsbekämpfer der 186 Mitgliedsländer der internationalen Polizeiorganisation zu gründen.
Die Gründungskonferenz der IACA mit dem Titel „From vision to reality“ fand im Beisein von UN-Generalsekretär Ban Ki-moon am 2. September 2010 in der Hofburg in Wien statt. Mehr als 1.000 Delegierte aus über 120 UNO-Mitgliedsstaaten, Vertreter internationaler Organisationen sowie bedeutende Repräsentanten aus dem öffentlichen und privaten Sektor nahmen daran teil. Im Rahmen der Konferenz unterzeichneten 35 UN-Mitgliedsstaaten sowie eine internationale Organisation das IACA-Gründungsabkommen.

## Mitglieder und Verbindungen
Aktuell beläuft sich die Zahl der Mitglieder auf 80, darunter 76 Mitgliedsstaaten der Vereinten Nationen und vier internationale Organisationen. Darüber hinaus haben elf Staaten den Vertrag zur Gründung von IACA unterzeichnet, haben diesen jedoch noch nicht ratifiziert.
IACA verfügt über einen Beobachterstatus bei den Vereinten Nationen (UN-Hauptversammlung und ECOSOC – United Nations Economic and Social Council) sowie bei der Staatengruppe des Europarates gegen Korruption (GRECO – Group of States against corruption). Die Akademie unterhält zudem Partnerschaften mit zahlreichen internationalen Institutionen, wie etwa der Weltbank, der Organisation Amerikanischer Staaten (OAS), der Organisation für Sicherheit und Zusammenarbeit in Europa (OSZE) und dem Weltwirtschaftsforum.

## Wissenschaft und Lehre
IACA versteht sich als Kompetenzzentrum und soll in Korruptionsfragen als zentrale Anlaufstelle dienen. Dabei verfolgt sie einen holistischen Ansatz: international, interdisziplinär, gesellschaftlich allumfassend, integrativ und nachhaltig. Sie bietet Seminare, Trainings, Workshops sowie einen Masterstudiengang „Master in Anti-Corruption Studies“ für Teilnehmer sowohl des privaten als auch des öffentlichen Sektors an. Auf Anfrage werden auch maßgeschneiderte Trainingsprogramme zusammen mit anderen internationalen Organisationen, wie z. B. dem Entwicklungsprogramm der Vereinten Nationen oder der Ernährungs- und Landwirtschaftsorganisation der Vereinten Nationen, sowie privatwirtschaftlichen Unternehmen angeboten. Im Rahmen der angebotenen Ausbildungen wird die Korruptionsproblematik somit aus unterschiedlichsten Perspektiven und unter Berücksichtigung zahlreicher Aspekte betrachtet. Die IACA soll Entscheidungsträgern aus dem privaten und öffentlichen Bereich, von internationalen Organisationen und der Zivilgesellschaft ein internationales Forum zum Ideen- und Gedankenaustausch im Bereich Korruptionsbekämpfung bieten.

## Leitungsorgane
IACA wird von fünf Organen verwaltet und geleitet: Board of Gouverneurs, Assembly of Parties (Vertragsstaatenkonferenz), Dekan, International Academic Advisory Board und International Senior Advisory Board. Seit dem 2. März 2020 fungiert Thomas Stelzer in Personalunion als Dekan und Executive Secretary der Organisation.